# Digital Cinema Package
A DCP (Digital Cinema Package) digitális fájlok gyűjteménye, mely képek, hangok és adatfolyamok tárolására és digitális moziba történő szállításra alkalmas. A világon, és ezáltal Magyarországon is elfogadott formátum szerint a professzionális filmgyártók ebben a formában szállítják le a moziknak a filmeket. Ehhez speciális vetítőkre is szükség van.

## A formátumról
A formátumot a Digital Cinema Initiatives vezette be, hogy digitális mozi tartalmakat tároljon. Ezzel a formátummal tulajdonképpen vissza lehet adni egy 35 mm-es film élményét, sőt, lehet, hogy jobb minőséget kapunk vissza. A formátum több gigabájtos MXF fájlokból (Material eXchange Format) és index fájlokból áll. A DCP csomagon belül két MXF fájllal találkozhatunk, egyikben a kép, másikban a hang kerül tárolásra, az index fájlokban pedig a film címére, hosszára, tartalmára következtethet a digitális vetítő. Az MXF fájl JPEG2000 fájlokból áll, melyet egyenként exportálnak ki a kész filmből (minden .j2p fájl egy képkocka). Általában 24 képkockát vetít másodpercenként. A hang lineáris PCM formátumú.